# Акико Йосано
Акико Йосано (与謝野 晶子) е псевдонимът на Йосано Шияу (与謝野 志やう), японска поетеса, пионерка на феминисткото движение в Япония, пацифистка, социална реформаторка. Тя е сред най-изтъкнатите и противоречиви творци – класици на новата японска литература. Изявява се в края на периода Мейджи (1868 – 1912), Тайшьо (1912 – 1926) и ранния Шьова (1926 – 1989).

## Биография
Акико Йосано е родена в пристанищния град Сакай (堺市), намиращ се 15 километра южно от Осака (大阪), на 7 декември 1878 г. Моминското ѝ име, Хо: Шияу (鳳 志やう), е записано в семейния регистър.
Произхожда от търговско семейство. Баща ѝ, Отори Сошичи (1847 – 1903) е второ поколение собственик на бизнес, занимаващ се с производството и продажбата на Йокан (сладка бобена паста). Майка ѝ, Сакагами Цуне (1851 – 1907), е дъщеря на местен уважаван търговец. На 11-годишна възраст Акико става отговорна за семейния бизнес.
От ранно детство обича да чете литературни произведения и често посещава личната библиотека на баща си. Именно този неин интерес я подтиква впоследствие като ученичка в гимназиален етап да започне да се абонира за Мьоджо (Ярка звезда), литературно списание. Редакторът на списанието, Теккан Йосано я научава да твори поезия танка (японски стихотворения, съдържащи 31 срички).
Въпреки че по това време, Теккан е омъжен, той се влюбва в Йосано и се развежда с жена си. Двамата започват нов съвместен живот в предградие на Токио и се женят през 1901 г. Двойката има двама сина Хикару и Шигеру. До края на живота си Йосано ражда 13 деца, от които 11 оцеляват до зряла възраст. Покойният японски политик Йосано Каору е един от нейните внуци.
Йосано Акико умира на 29 май 1942 г., на 63-годишна възраст, в Токио.

## Мидерагами
През 1901 г. Йосано издава първия си том танка „Мидарегами“ (Разрошени коси), който съдържа 400 стихотворения. Творбата ѝ обаче бива остро осъдена от страна на литературните критици. Въпреки тази остра реакция, стихотворенията били популярни и се превъръщат в нещо като символ за свободно мислещите по нейно време. Първата ѝ книга, остава и може би най-известната ѝ, защото внася индивидуализъм в традиционната поезия „танка“, за разлика от всяко друго произведение от късния период Мейджи.
По-голямата част от тома била изпълнена с любовни стихове, посветени на мъжа ѝ Теккан Йосано. Те изразявали женствеността по нетрадиционен за нейното време начин. Чрез тази конкретна колекция тя успява да създаде както образ за себе си като автор, така и нова „сцена“ за жените в съвременна Япония.
Традиционно в Япония, жените се възприемат като нежни и скромни. Ролята на японските жени в обществото била фокусирани върху отглеждането на деца, особено момчета, и поддържането на дома. „Мидарегами“ не само изразява концепции и проблеми, които се отнасят до жените и обикновено не се изказват по такъв публичен начин, но също така създава нов, революционен образ на женствеността – свободни, сексуални и напористи хора. Този образ няма нищо общо с конвенционална картина на скромната и нежна млада дама, очаквана спрямо японските традиции. Жените, описани от Йосано не са били пасивни, а напротив – активни в любовния си живот. От примерите в „Мидарегами“, идеята за голота променя начина, по който японците гледат на еротизма и женската сексуалност. До този момент женските гърди били символ единствено на хранене на деца и майчинство.

## Литературно творчество
Впоследствие Акико Йосано издава още двадесет танка антологии, включително Койгоромо 恋衣 (Облекло от любов) и Майхиме 舞姫 (Танцьорка). Кариерата на съпругът ѝ Теккан, също поет, претърпява засенчване от нейна страна, но въпреки това той продължава да публикува произведенията на жена си и да я насърчава. Йосано Акико е била способна да създава изключително голям брой произведения. Тя може да сътвори до 50 стихотворения наведнъж. Смята се, че Йосано Акико е написала между 20 000 и 50 000 стихотворения през целия си живот. Написала е и 11 книги с проза.
Йосано помогнала да се създаде и училище, което първоначално било девическо – „Бунка Гакуин“ (Институт по култура), заедно с Нишимура Исаку, Кавасаки Нацу и други. Става първият директор и главен преподавател в учреждението.
Също така помага и на много амбициозни писатели да се утвърдят в литературния свят. През целия си живот Йосано защитава правото на образование за жените. Превежда японските класики на съвременен японски, включително Шиняку Генджи Моногатари (Нов превод на „Сказание за Генджи“) и Шиняку Ейга Моногатари (Нов превод на приказката за великолепието).
Стихотворението на Йосано Кими Шинитамоу кото нракае (君 死 に た も う こ と 勿 れ), адресирано до по-малкия ѝ брат, е публикувано в Мьоджо по време на разгара на Руско-японската война и става изключително противоречива тема. Впоследствие е превърнато в песен и е използвано като форма на антивоенни протести.
Първият брой на либералното списание Сейто, издадено през септември 1911 г., включва нейното стихотворение „Денят, в който се движат планините“ с молба жените да получат равни права. В статия от 1918 г. Йосано атакува „управляващата военна класа, която умишлено блокира приемането на истински морална система в опит да защити богатството и влиянието на своите семейства. Те бързат да се позоват на силата и повелите на стария тоталитарен морални кодекси за управление на живота на японски граждани“. Йосано завършва статията си, като нарича милитаризма форма на „варварско мислене“.
Акико Йосано се споменава в няколко трудове на български автори. Братислав Иванов използва цитат от „Разрошени коси“ в предговора на сборника „Японски поетеси“. Цитатът е следният: „Любовни спомени, объркани спомени – Сякаш черни коси разпилени, объркани спомени.“ 
Ружица Угринова споменава авторката в предговора към романа „Съпругата на доктор Ханаока“ в контекста на изброяването на представителни жени в японската литература. Вяра Николова описва Акико Йосано в книгата си „Из историята на новата японска литература 1868-1945“. 

## Феминизъм
Акико Йосано често пишела за женското литературно списание „Сейто“, както и за други подобни издателства. Мненията ѝ се коренят в идеите и за еднакво участие в отглеждането на деца, финансовата независимост и социалната отговорност.
Йосано не се съгласна с концепцията за майките, търсещи финансова независимост с помощта на правителството, твърдейки, че зависимостта от държавата и зависимостта от мъжете са едно и също. В едно от своите есета тя твърди, че дори ако мъжът има някакъв вид финансова стабилност, а жената няма, тогава не трябва да се мисли за брак или отглеждане на дете. Ако жената зависи от мъжа, дори да има романтична връзка между двамата, те не са в еднакво равнопоставена позиция. Жената, финансово зависима от мъжа, е или робиня или крадец, който иска постигнатото от мъжкия труд.
Тази гледна точка е в разрез с мнение на много японски феминистки по това време, които смятат че правителството трябва да подкрепя финансово майките. Опозицията на Йосано включва дори един от петимата основатели на „Сейто“, Райчо, Хирацука. За разлика от Йосано, Райчо твърди, че повечето жени не могат реално да живеят без финансова помощ.